# Vancouver (La Dispute)
Vancouver è il primo EP dei La Dispute, pubblicato il 14 aprile 2006 con etichetta Friction Records. L'annuncio della pubblicazione dell'album è stato dato dal cantante Jordan Dreyer tramite un blog sul MySpace della band il 26 febbraio 2006. Il 24 dicembre 2009 l'EP è stato messo a disposizione per il download su Bandcamp; tutti i ricavati fino al 17 gennaio 2010 sono andati alla Well House Community Living of Grand Rapids, un'organizzazione non profit che si occupa dei senzatetto di Grand Rapids, città natale dei La Dispute. I ricavi successivi vanno alla band. L'album è stato ripubblicato su vinile nel settembre del 2008 dalla No Sleep Records, dopo la firma del contratto dei La Dispute con la casa discografica californiana.

## Tracce
1. Future Wars – 2:57
2. A Word of Welcome and of Warning – 2:30
3. See You in Vancouver – 4:09
4. To Withstand the Force of Storms – 4:34
5. He Is Here, He Is Not Afraid – 4:49
6. The Surgeon and the Scientist – 4:27
7. Fairmount – 5:12
8. Untitled – 1:41

## Formazione
- Jordan Dreyer - voce
- Derek Sterenburg - chitarra
- Brad Vander Lugt - batteria
- Adam Kool - basso
- Kevin Whittemore - chitarra
- Peter Degraw - produttore